# Боме-ле-Лож
Боме-ле-Лож (фр. Beaumetz-lès-Loges) — коммуна во Франции, регион О-де-Франс, департамент Па-де-Кале, округ Аррас, кантон Аррас-1, в 11 км к юго-западу от Арраса. Коммуна расположена на автомагистрали N25 Аррас-Амьен.
Население (2018) — 1 000 человек.